# جورج فاست
جورج فاست (انگلیسی: George Fawcett؛ ‏ ۲۵ اوت ۱۸۶۰ – ۶ ژوئن ۱۹۳۹) بازیگر اهل ایالات متحده آمریکا بود.
از فیلم‌ها یا برنامه‌های تلویزیونی که وی در آن نقش داشته است می‌توان به ورای رنگین‌کمان، بلندپرواز باش، نقطه فروپاشی و تعصب اشاره کرد.